# 珍妮佛·提莉
珍妮佛·提莉（英語：Jennifer Tilly，1958年9月16日—），美国、加拿大女演员，扑克玩家，世界扑克大赛玉镯奖得主。1995年，以《百老匯上空子彈》入圍奧斯卡金像獎最佳女配角。她的妹妹是也被奥斯卡金像奖提名的梅格·蒂莉。

## 早年生活
提莉生于加利福尼亚洛杉矶的海港城，她是四个兄弟姐妹里的老二。她的父亲是哈里·陈，是个二手汽车销售员；母亲帕特丽夏，是个学校老师，兼任古装舞台剧女演员。她的父亲是美籍华人，她的母亲则拥有爱尔兰、美洲原住民和芬兰血统。她的父母在她五岁的时候离婚，之后被母亲和继父收养，继父是约翰·沃尔德，以前住在加拿大的英属泰克萨达岛上。她的母亲在她少女时期又一次的离了婚，然后在她在读贝蒙特中学的时候，把家搬到了维多利亚。于是，珍妮佛·提莉在密苏里史蒂芬斯学院的一场戏上，开始了她的演艺生涯。

## 事业
1983年，提莉在一个电视剧里演了一个配角，并开始了拍电影。她在《山街蓝调》中饰演吉娜·丝瑞吉罗莉，是一个慢慢卷进侦探亨利·高德布鲁的强盗的遗孀。